# Xanthoparmelia competita
Xanthoparmelia competita är en lavart som beskrevs av Hale. Xanthoparmelia competita ingår i släktet Xanthoparmelia och familjen Parmeliaceae.   Inga underarter finns listade i Catalogue of Life.